# Los Cadillac's
Los Cadillac's es un dúo musical venezolano de reggaeton y pop latino, integrado por Luis Fernando Romero y Emilio Vizcaíno.
Como exmiembros del grupo Calle Ciega, se lanzaron al mercado internacional en formato de dúo en el año 2011.

## Discografía

### Álbumes de estudio
- 2009: Energy

### Sencillos
- 2008:Yo Soy El Culpable
- 2009: Solito
- 2010: Me muero
- 2011: To' el mundo ta' loco
- 2011: Como pudiste
- 2012: Como yo
- 2013: Bom bom Reggie El Auténtico
- 2014: Tu me quemas ft. Chino & Nacho, Gente de Zona
- 2014: Candela
- 2015: Me marcharé ft. Wisin
- 2015: Ponte pa' la foto ft. Alexis & Fido.

### Colaboraciones
- 2015: Adicto a tus besos (con Wisin)
- 2017: Podermos Ser Mas (con Aran One)

## Eventos especiales

### Entrega de premios
- Premio Lo Nuestro 2014
- Premios Juventud 2015
- Premios Heat Latin Music Awards 2015
- Premio Lo Nuestro 2015

### Eventos
- 2015: Miss Venezuela